# Zoot suit
Pour les articles homonymes, voir Zoot Suit (homonymie), Zoot et Suit (homonymie).
 (août 2020).
Si vous disposez d'ouvrages ou d'articles de référence ou si vous connaissez des sites web de qualité traitant du thème abordé ici, merci de compléter l'article en donnant les références utiles à sa vérifiabilité et en les liant à la section « Notes et références ».

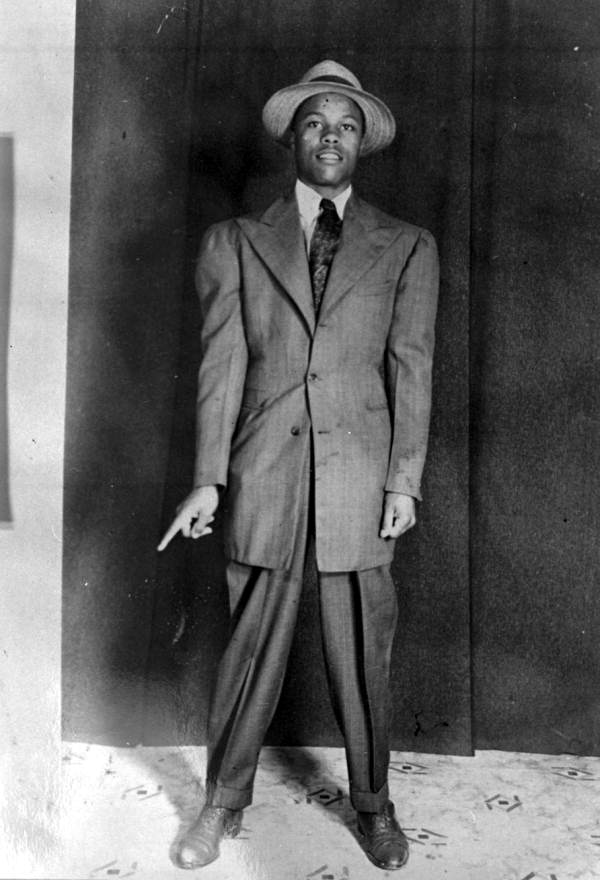
Un homme portant un « zoot suit » (vers 1942).

Un soldat inspectant des « zoot suiters » en 1942 à Washington, à la Uline Arena, lors d'un concert de Woody Herman.

Le zoot suit (« costume de zoot ») est un terme anglais qui concerne une tenue et par extension une contre-culture apparue entre les années 1930 et 1940 aux États-Unis. On appelle un membre de cette contre-culture un « zoot suiter », ou encore par raccourci un « zooter ».
Le « zoot suit » est né dans une émission de comédie afro-américaine dans les années 1930 et a été popularisé par des chanteurs de jazz. Le jazzman américain Cab Calloway les a qualifiés de « totalement et vraiment américains » et le jeune Malcolm X les portait. Pendant les pénuries et le rationnement de la Seconde Guerre mondiale, ils ont été critiqués comme un gaspillage de tissu. Après que les porteurs de zoot suits eurent été victimes de violences répétées de la foule, ces tenues ont été interdites pendant la durée de la guerre.

## Étymologie
L'étymologie du terme « zoot suit » est incertaine. Suit signifie tenue. Quant à zoot, il s'agit de l'onomatopée américaine correspondant à un glissement ou à un dérapage, un peu comme « wizz » en français. Comme les « zoot suiters » se gominent les cheveux, ce qui les rend glissants, zoot pourrait en être un sous-entendu.[réf. souhaitée]
Une hypothèse consisterait à dire que zoot viendrait d'un défaut de prononciation du mot suit. Mais selon Luis Valdez, réalisateur du film Zoot Suit (1981, en VF Chicanos Story), il s'agirait surtout d'une allitération typique des jeux de mots pachucos, figurant également dans une chanson des Andrews Sisters de 1942.[réf. souhaitée]
Selon le musicien Tito Larriva, « zoot » dériverait du français zazou, une contre-culture française de la même époque tournant également autour du jazz et du port de costumes larges.[réf. souhaitée]

## Historique
Le zoot suit vient des musiciens américains de jazz du milieu des années 1930. Il a rapidement été adopté par les jitterbugs, hipsters ou swingaroo's (de jeunes fans de swing et de danse plus ou moins acrobatique).[réf. souhaitée]
Parti de Harlem, cette mode s'est répandue à travers tous les États-unis et le Canada, devenant l'uniforme « officiel » des amateurs de swing adolescents et jeunes adultes, ainsi que des bandes de petits délinquants. Au bout de la chaîne pendante le long du pantalon, il y avait la plupart du temps un rasoir, destiné aux explications entre bandes et avec la police. Noirs, latinos, asiatiques et blancs portaient ces costumes. Les jeunes filles avaient également leur équivalent, un tailleur composé d'une longue veste et d'une jupe remontant légèrement au-dessus des genoux.[réf. souhaitée]
La fabrication de zoot suits a été interdite au début de la Seconde Guerre mondiale pour les Américains, soit en 1942, pour cause de rationnement destiné à réserver les coupons de tissu aux uniformes militaires. Elle a repris à la fin du conflit et continue toujours[Quand ?] chez des tailleurs spécialisés dans ces vêtements.[réf. souhaitée]
De nombreuses violences ont émaillé l'histoire des zoot-suiters, notamment des émeutes à la fin de mai et au début de juin 1944 à Montréal contre les militaires, qui ne supportaient pas ces « jeunes anti-patriotes », et surtout à Los Angeles en juin 1943, entre militaires et zoot-suiters latinos, émeutes qu'on appela Zoot Suit Riots. Il y eut en juin 1943 des affrontements de moindre ampleur à Chicago, San Diego, Détroit, Harlem et à Beaumont au Texas.[réf. souhaitée]
Les amateurs de swing parlaient le « jive », argot originaire de Harlem et principalement utilisé par les musiciens de jazz noirs et blancs. Le jive est fait de mots à double, voire triple ou quadruple sens, incompréhensible par les non initiés.[réf. souhaitée]

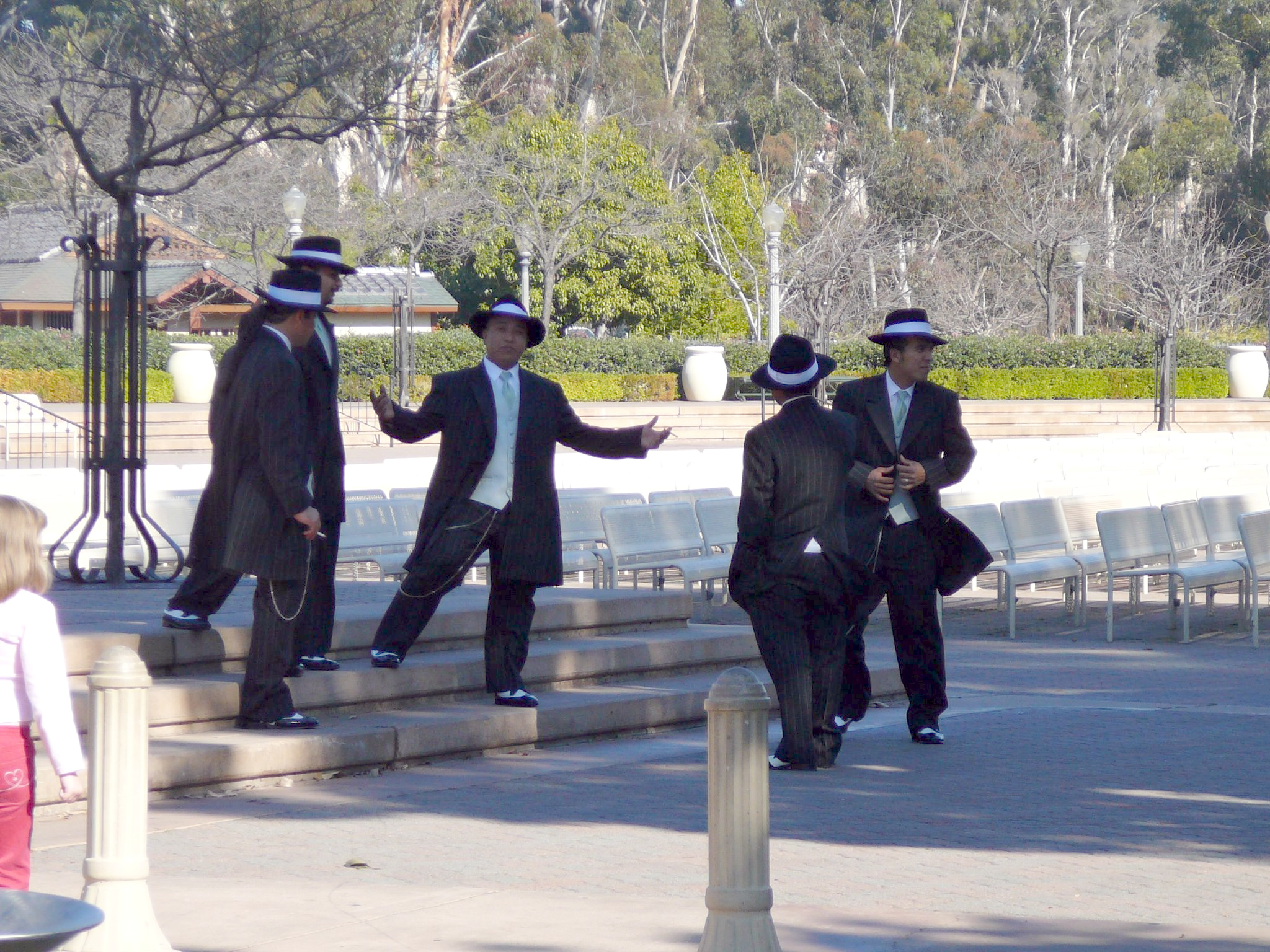
Cinq « zoot suiters » modernes, en 2007.

La mode des « zoot suits » est morte avec celle de la swing era. Elle perdure encore aujourd'hui[Quand ?] chez les chicanos et pachucos (américains d'origine mexicaine de Los Angeles), ainsi que chez les nostalgiques du swing, encore nombreux à travers le monde. Ce style vestimentaire étant historiquement lié à ces deux communautés.

## Zoot suiters
Le « zoot suit » est porté aux États-Unis par les jeunes noirs, latinos, Philippins et Italiens, ainsi que par les gangsters et les mafieux, au Canada par les jeunes Italiens et les jeunes francophones « anti-canadiens »[réf. nécessaire] et en Angleterre par des jeunes marginaux des classes populaires. Les « zoot suiters » étaient mal considérés par le reste de la population. 

## Tenue

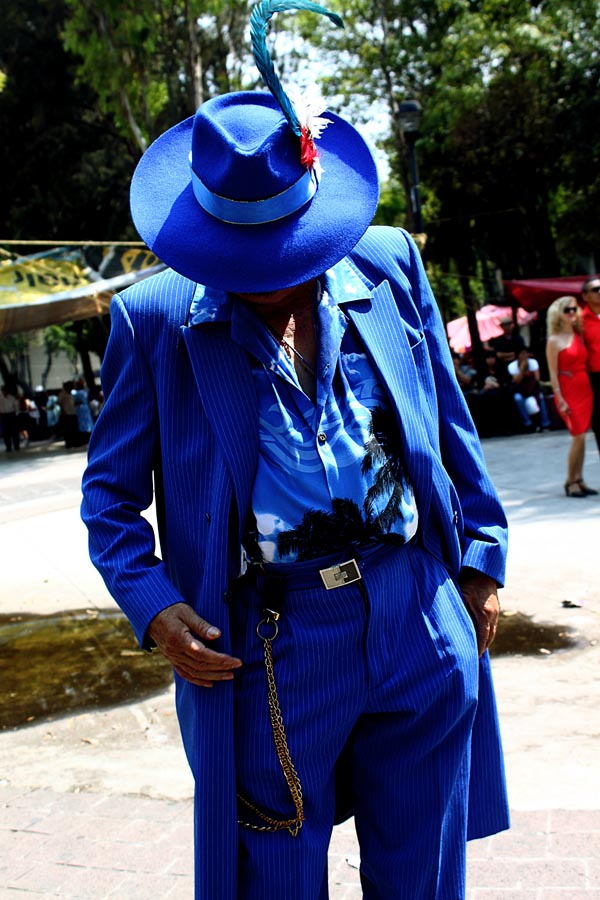
La contre-culture pachuco est associée avec le « zoot suit » et l'idée de faire des apparitions flamboyantes en public.

La panoplie d'un « zoot suiter » est composée d'un costume de type américain, à la forme spécifique et plus ou moins exagérée, et d'accessoires.
Selon le journaliste Frédéric Joignot, le zoot suit permet aux pachucos d'affirmer leur identité en réponse au racisme et en pied-de-nez à leur situation sociale défavorisée : « comme les Noirs avec leurs cravates énormes, leurs tailles cintrées, leurs pompes criardes, ils décident de parodier le costume des Blancs. Leur principe : tout exagérer ». Ce style vestimentaire flamboyant est destiné à attirer l'attention.

### Costume masculin
La veste aux épaules rembourrées accentue la stature et dessine la silhouette en donnant un aspect carré et imposant. Elle est cintrée à la taille et s'arrête à mi-cuisses ou plus bas. Elle peut rappeler celle des colons propriétaires de plantations du Sud profond des États-Unis. 
Le pantalon, à taille haute, est très large et s'arrête au-dessus des chevilles. Le bas est étroit, parfois à revers, ce qui donne un effet drapé. Il serait d'inspiration cubaine.
Le costume est porté avec une chemise. Le costume est généralement d'une seule couleur, tandis que la chemise et les accessoires le sont d'une autres, permettant de jouer sur les contrastes. Le col est maintenu par un gros nœud papillon ou par une cravate de soie assez large à l'imprimé chatoyant et aux couleurs très vives. Assez souvent cette dernière sert à mettre en valeur une croix catholique accrochée en sautoir à une grosse chaine en or.
Le pantalon est maintenu par des bretelles. Une longue chaîne de montre à gousset est fixée au niveau de la taille, et pend jusqu'en bas du genou avant de remonter dans la poche. Cette chaîne métallique, enroulée autour de la main, peut servir d'arme.
Sur la tête des « zoot suiters », on peut trouver un chapeau en feutre à large bord avec un ruban en faisant le tour, éventuellement agrémenté d'une longue plume colorée et orientée en arrière.
Aux pieds, ils portent des chaussures derbies, des mocassins ou des bottines.

### Costume féminin
Les femmes portent parfois un tailleur composé d'une longue veste et d'une jupe s'arrêtant au-dessus des genoux. La tenue vestimentaire des femmes est moins formalisée que celle des hommes, même si les jupes courtes et près du corps sont courantes.

### Accessoires
Pour les Low Riders, l'accessoire le plus spectaculaire peut être une automobile vintage (« par exemple une Pontiac ou une limousine Chevrolet 1947, capable de se cabrer, de spectaculairement faire des bonds à l'arrêt ! Toujours excessif, le zooter... ») en remplaçant les amortisseurs par un système sophistiqué de vérins hydrauliques.
Les coupes de cheveux masculines sont souvent gominées, parfois en banane courte, et le port de la moustache est répandu. Les femmes ont les cheveux mi-longs à longs, leurs coiffures sont très travaillées et souvent ornées de fleurs.

## Dans la culture populaire

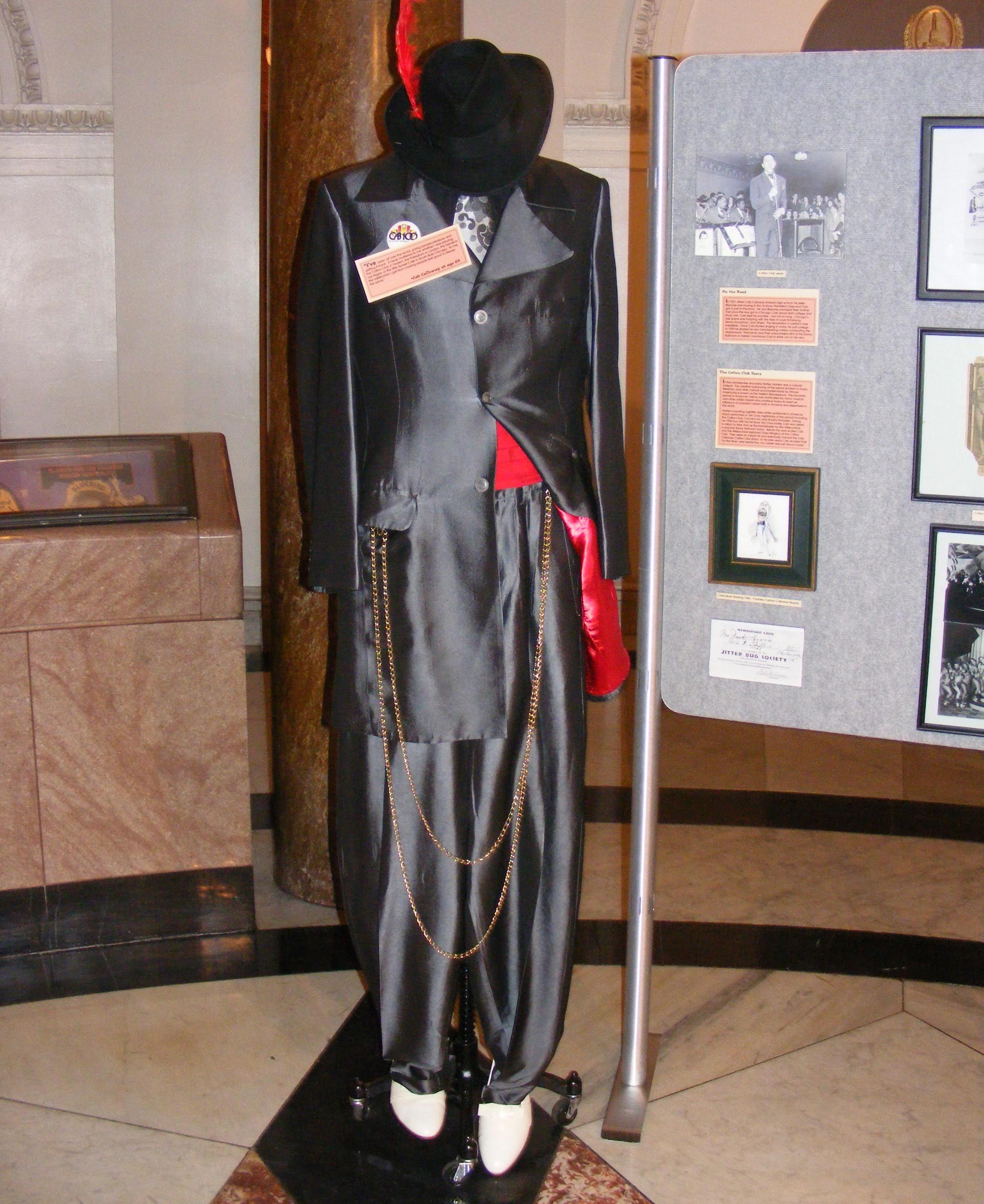
Un des zoot suits de Cab Calloway exposé à l' en 2007.

### Musique
- Dans la chanson « A Zoot Suit (for my Sunday Gal) » (1942) des Andrews Sisters.
- Cab Calloway dans quelques-uns de ses passages au cinéma.
- Dans le clip de Smooth Criminal, chanson de Michael Jackson tirée de l'album Bad (1987) et élément central du film Moonwalker (1988).
- Les membres du groupe Madness ont parfois porté le zoot suit et plusieurs éléments du costumes sont parfois déclinés dans le style vestimentaire skinhead.
- Le « zoot suit » est aussi porté par le chanteur Kid Creole du groupe Kid Creole and the Coconuts.

### Cinéma et télévision
- Dans le film Chicanos Story (Zoot Suit, 1981) de Luis Valdez.
- Le costume jaune emblématique du Mask (notamment dans le premier film The Mask en 1994, ainsi que sa série d'animation dérivée) lorsque le personnage de Stanley Ipkiss (Jim Carrey) se transforme.
- Le démon Sweet (Hinton Battle) dans l'épisode « Que le spectacle commence » de la série télévisée Buffy contre les vampires.

## Influence
- Ce style a inspiré les Rude boys des années 1950-1960.